# 密克隆-朗格拉德
密克隆-朗格拉德（法語：Miquelon-Langlade，法語發音：[miklɔ̃ lɑ̃ɡlad]）是法国海外集体圣皮埃尔和密克隆仅有的两个市镇之一，领土涵盖密克隆岛本岛（由朗格拉德岛、大密克隆岛和勒卡普半岛组成）。

## 地理
密克隆-朗格拉德（47°6'0"N, 56°22'45"W）面积205 平方千米，位于法国海外集体圣皮埃尔和密克隆，濒临加拿大纽芬兰岛。
密克隆-朗格拉德的时区为UTC−03:00、UTC−02:00（夏令时）。

## 行政
密克隆-朗格拉德的邮政编码为97500，INSEE市镇编码为97501。

## 政治
密克隆-朗格拉德的现任市长为弗兰克·德切韦里（Franck Detcheverry）先生，任期为2020-2026年。

## 人口
密克隆-朗格拉德于2020年1月1日时的人口数量为585人。